# Cnephasia
Cnephasia là một chi bướm đêm thuộc phân họ Tortricinae của họ Tortricidae.

### Các loài
Hiệnco1 70 loài đã được phát hiện:
| - Cnephasia abrasana (Duponchel in Godart, 1842) - Cnephasia albatana Chrétien, 1915 - Cnephasia alfacarana Razowski, 1958 - Cnephasia alticola Kuznetzov, 1966 - Cnephasia alticolana - Cnephasia amseli (Lucas, 1942) - Cnephasia asiatica Kuznetzov, 1956 - Cnephasia asseclana – Flax Tortrix - Cnephasia bizensis Réal, 1953 - Cnephasia chrysantheana (Duponchel in Godart, 1842) - Cnephasia communana - Cnephasia conspersana Douglas, 1846 - Cnephasia constantinana Razowski, 1958 - Cnephasia cupressivorana (Staudinger, 1871) - Cnephasia daedalea Razowski, 1983 - Cnephasia disforma Razowski, 1983 - Cnephasia disparana Kuznetzov in Danilevsky, Kuznetsov & Falkovitsh, 1962 - Cnephasia divisana Razowski, 1959 - Cnephasia ecullyana Réal, 1951 - Cnephasia etnana Razowski & Trematerra, 1999 - Cnephasia facetana Kennel, 1901 - Cnephasia fiorii Razowski, 1958 - Cnephasia fragosana (Zeller, 1847) - Cnephasia fulturata Rebel, 1940 - Cnephasia genitalana Pierce & Metcalfe, 1915 - Cnephasia graecana Rebel, 1902 - Cnephasia grandis (Osthelder, 1938) - Cnephasia gueneana (Duponchel in Godart, 1836) - Cnephasia heinemanni Obraztsov, 1957 - Cnephasia hellenica Obraztsov, 1956 - Cnephasia heringi Razowski, 1958 - Cnephasia hunzorum Diakonoff, 1971 - Cnephasia incertana – Light Grey Tortrix - Cnephasia jozefi Razowski, 1961 - Cnephasia kasyi Razowski, 1971 - Cnephasia kenneli Obraztsov, 1956 | - Cnephasia klimeschi Razowski, 1958 - Cnephasia korvaci Razowski, 1965 - Cnephasia laetana (Staudinger, 1871) - Cnephasia lineata (Walsingham, 1900) - Cnephasia longana (Haworth, [1811]) - Cnephasia margelanensis Razowski, 1958 - Cnephasia microstrigana Razowski, 1958 - Cnephasia minutula Falkovitsh in Danilevsky, Kuznetsov & Falkovitsh, 1962 - Cnephasia nesiotica Razowski, 1983 - Cnephasia nigripunctana Amsel, 1959 - Cnephasia nigrofasciana (Bruand, 1850) - Cnephasia nowickii Razowski, 1958 - Cnephasia orientana (Alpheraky, 1877) - Cnephasia oxyacanthana (Herrich-Schäffer, 1851) - Cnephasia parnassicola Razowski, 1958 - Cnephasia pasiuana (Hübner, 1799) - Cnephasia personatana Kennel, 1901 - Cnephasia regifica Razowski, 1971 - Cnephasia sedana (Constant, 1884) - Cnephasia semibrunneata (Joannis, 1891) - Cnephasia stachi Razowski, 1958 - Cnephasia stephensiana – Grey Tortrix - Cnephasia tianshanica Filipjev, 1934 - Cnephasia tofina Meyrick, 1922 - Cnephasia tremewani Razowski, 1961 - Cnephasia tripolitana Razowski, 1958 - Cnephasia tristrami (Walsingham, 1900) - Cnephasia ussurica Filipjev, 1962 - Cnephasia venusta Razowski, 1971 - Cnephasia virginana (Kennel, 1899) - Cnephasia wimmeri Arenberger, 1998 - Cnephasia zangheriana Trematerra, 1991 - Cnephasia zelleri (Christoph, 1877) - Cnephasia zernyi Razowski, 1959 |

"Cnephasia" jactatana có vẻ không thuộc chi này.

### Tên đồng nghĩa
Tên đồng nghĩa của Cnephasia gồm:
- Anoplocnephasia Réal, 1953
- Brachycnephasia Réal, 1953
- Chephasia (lapsus)
- Cnephasianella (lapsus)
- Cnephasiella Adamczewski, 1936
- Cnephosia (lapsus)
- Hypostephanuncia Réal, 1951
- Hypostephanuntia (lapsus)
- Sciaphila Treitschke in Ochsenheimer, 1829